# محمد الحسينان
محمد الحسينان (مواليد 20 سبتمبر 1987) هو لاعب كرة قدم سعودي.
كانت بداياته مع نادي النصر و لعب بعدها لأندية التعاون والجبلين و الرياض والمجزل و المزاحمية والبكيرية وطويق و الجيل وكميت والمحمل.